# 馬來亞戰役

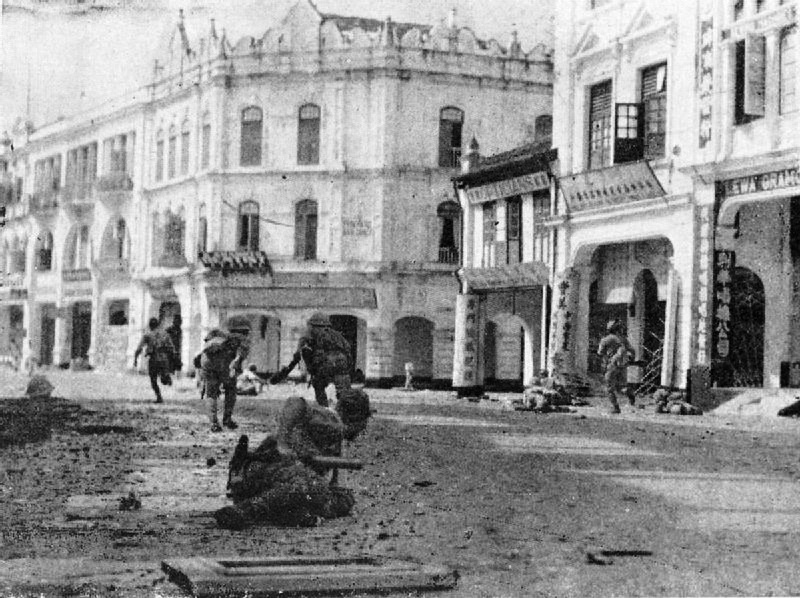
日軍攻佔下的吉隆坡

馬來亞戰役又称双十二事变，是於1941年12月12日至1942年1月31日期間，日军在1941年12月12日强行登陆哥打巴鲁并发动双十二事变。同盟國與軸心國成員大日本帝國及泰國在英屬馬來亞上的戰事。以日本的快速勝利結束。
日军擁有曾在中國作戰的豐富戰鬥經驗，對叢林戰有相當完善的準備且可通过自行车部队快速机动。比較起來英聯邦軍隊的士兵訓練不足，飞机和坦克数量上处于劣势且指揮官指揮不力。但是双方裝備並沒有明顯差異，且英軍兵力遠大於日軍。戰役中山下奉文以難以置信的速度攻破英軍防線，使得英軍只能一退再退最終撤退到新加坡，戰役最後以日軍的勝利告終，以少許代價佔領了整個馬來半島以及新加坡，遠比大本營預計佔領時間還要短上許多，而英國首相溫斯頓·邱吉爾則稱新加坡的陷落為「英國史上最大的災難」，而日本也稱此次戰役為日本版的閃擊戰。

## 背景
兩次大戰其間，大英帝國在遠東地區的軍事策略，因不被重視及缺乏資金支持而日漸敗壞。英國政府原定的計劃是在新加坡海軍基地，停泊強大艦隊。萬一任何戰爭爆發時，可保衛英國的遠東領土以及通往澳洲的航線。但事實上，當馬來半島及新加坡受到威脅時，原定可以及時出現的英國皇家海軍艦隊卻一直沒有出現。直至1939年戰爭在歐洲爆發，仍然沒有跡象顯示艦隊會前來部署。
第二次世界大戰開始，中東及蘇聯地區更受英國重視，在人力和物資上都獲優先分配。馬來人所希望擁有300至500架戰機實力的空軍部隊，但因為意大利趁法國崩潰之時加入戰爭發動地中海、非洲及中東戰場，在半個歐洲落入德國手中後，孤軍作戰的英國都將人力物資都優先放到了英國本土、北非等地對抗德國和意大利，令計劃未曾實現。而駐守在馬來半島上的英軍，在面對配備超過200台坦克的入侵日軍時，卻發現守軍連一台坦克也沒有，而遭到日軍痛擊並潰敗。
在第二次貢比涅停戰協定後，英國不再能依賴法國海軍阻止義大利皇家海軍從西地中海進入大西洋，而抽調英國地中海艦隊增援馬來亞。英國對馬來亞的防禦戰略要成功，取決於兩個基本假設：第一，英軍對於日軍攻擊馬來亞有足夠的早期預警，而能即時增援。其次，在戰役爆發後美國能協助英國。到1941年底這兩個假設已經不能成立。
英軍曾制定計劃先發制人地入侵暹邏（今泰國）南部，搶先破壞日軍的著陸點，並命名為鬥牛士行動，但此行動最終並沒有被執行。
战役开始时，英军有88,600名官兵，辖31个步兵营、7个野战炮兵团和1个山炮团（176门山野榴炮）、2个反坦克炮团（84门反坦克炮）。后来还得到了7个步兵营、1个反坦克炮团和其他一些支援，总兵力达到13万以上。空军力量有158架作战飞机，都是“F2A“水牛”戰鬥機”、“布伦海姆”以及双翼轰炸机。
日军第15军有92,403名官兵，编为27个大队（步兵营），3个师属野炮兵联队、2个野战重炮兵联队和1个山炮兵联队（约180门山野榴炮）。战役开始时15军未到齐，例如18师团开始只有佗美支队。空中力量有354架陆军作战飞机和180架海军作战飞机。

## 日本進軍
日本的目标是要攻占整個東南亞，取得當地的天然資源，用以應付自身的戰爭需要，而馬來半島是塊富產資源的土地（盛產錫、橡膠）。

日軍負責佔領馬來半島為陸軍中將山下奉文，他選擇採用參謀辻政信的建言在雨季中進行攻擊行動，因為辻政信認為西方英國人那些士兵不願意在下雨、夜晚作戰，大日本帝國陸軍軍部原本擬派給山下奉文4個師進行侵攻任務，但是山下奉文卻只要2個師團（約5萬餘人）就足夠了，因為他認為馬來半島的叢林地形會使得後勤補給非常不易，軍隊人數太多會對後勤補給造成極大負擔。

太平洋戰爭以馬來亞戰役為始。馬來亞戰役開始於日本第25軍在1941年12月8日進攻馬來半島。12月8日凌晨00:30首先在馬來半島北端吉蘭丹哥打峇鲁海岸開始炮轟岸面登陸作戰，當時離珍珠港事件發生前還有約48分鐘。 之後陸續在泰國領地北大年府及宋卡港登陸，並且擊退駐守該地的泰國憲兵(此時泰國未與日本結盟)，目標是向西南越過馬來—暹羅邊境進攻馬來半島西部地區，同年12月11日另有一支日軍在馬來半島北部的哥打峇鲁登陸，這與日軍在泰國的北大年府及宋卡港所實施的登陸行動相配合。

經過當日早上與泰國軍隊交火8小時後，日軍已經佔領泰國的軍事基地支援進攻馬來半島。得知日軍入侵泰國的軍政府立即接受日本提出加入軸心國的條件，至此泰國和日本同盟。
早上4時正，17架日本帝國海軍轟炸機空襲新加坡，約61人死亡及有超過700人受傷，這是首次針對新加坡的空襲行動，雖然空襲警報已經嚮起，但街上仍然燈火通明，而雲層亦阻礙盟軍高射炮尋找日軍轟炸機，沒有任何一架日軍飛機被擊落，它們全部安全返回在西貢的航空隊基地。

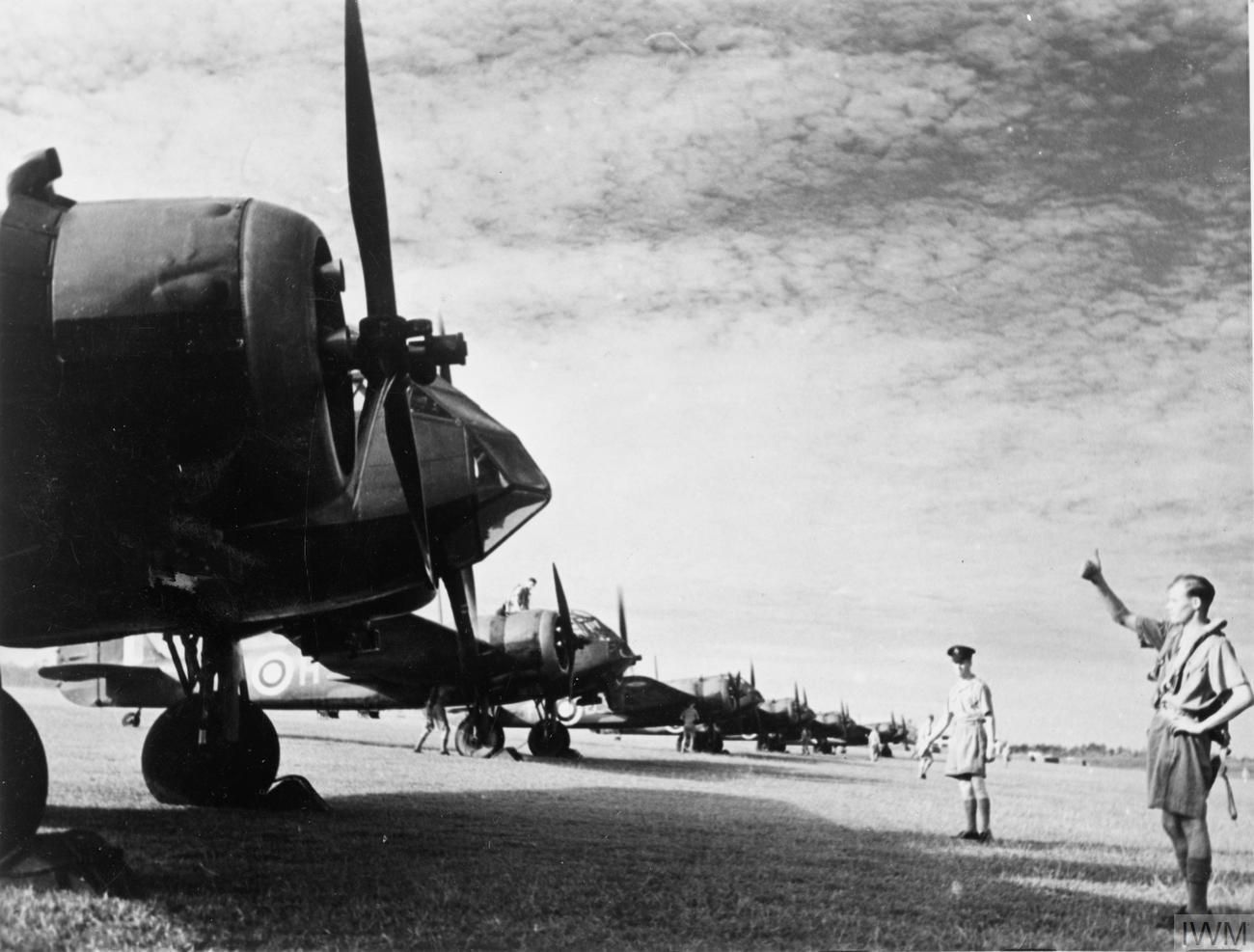
1941年2月8日，停泊在新加坡的皇家空軍第62中隊的布倫亨轟炸機，它們正準備起飛往吉打亞羅士打的空軍基地駐防，中隊長佰翠·漢南從1941年6月駐防亞羅士打，後因向日本透露英軍的情報於1942年2月被處決。

山下奉文進攻馬來半島時只有2個師團（約5萬餘人）但卻帶了高達1萬2千餘輛的腳踏車，為此日軍士兵負重能力大幅提高，每個日軍士兵能帶10公斤乾糧及6公斤白米，再加上軍需槍支等裝備，每個日軍士兵總負重為34公斤，為當時只能靠步行移動的英軍士兵，其總負重16公斤的兩倍以上，這些物品大部分都被日軍士兵放到腳踏車上載運，騎在腳踏車上的日軍士兵也能在叢林小徑上快速移動，進行腳踏車閃擊戰。

日軍首先遭到印度第3軍及數個英軍旅的抵抗，日軍很快就清除了印度軍在海岸線的抵抗之後更集中力量包圍及迫使印度軍投降。
日軍利用快報廢老舊輕型坦克快速地突破了駐守在叢林裡面的英軍散兵坑防線，因為在馬來半島上英軍連一台坦克都沒有，坦克被英軍參謀認為不適合在叢林地形作戰，故英軍在馬來半島上沒有配置坦克，山下奉文並且使用蠍子的鉗擊戰術，先派一部隊正面攻擊英軍，再派另一部隊潛入叢林繞到英軍背後夾擊，由於馬來半島上的英軍從未碰過這種戰術，他們不是被日軍擊殺、被俘、或是奔逃到叢林深處，英軍雖然往後持續撤退但仍然使用炸藥炸毀馬來半島上的橋樑，試圖延緩日軍進攻速度，但是日軍卻利用人力搭橋，讓士兵一個一個下水並把木頭放在士兵肩膀上作出一座簡易浮橋，讓其餘日軍能夠快速通過。
日軍在馬來半島北部地面佔有很大優勢，因為他們有強大的空中支援，加上在裝甲部隊、互相合作、戰術及經驗均比盟軍優勝，尤其是日軍在中日戰爭中獲得很多經驗，英軍方面則沒有坦克，而日軍則使用腳踏車及輕型坦克，這令他們能輕易穿越馬來半島上的熱帶雨林。
作為鬥牛士行動的代替，一個名叫Krohcol行動於12月8日展開，但印度傭兵組成的軍隊很快便被已在暹羅北大年府登陸的日軍第5師團擊敗。

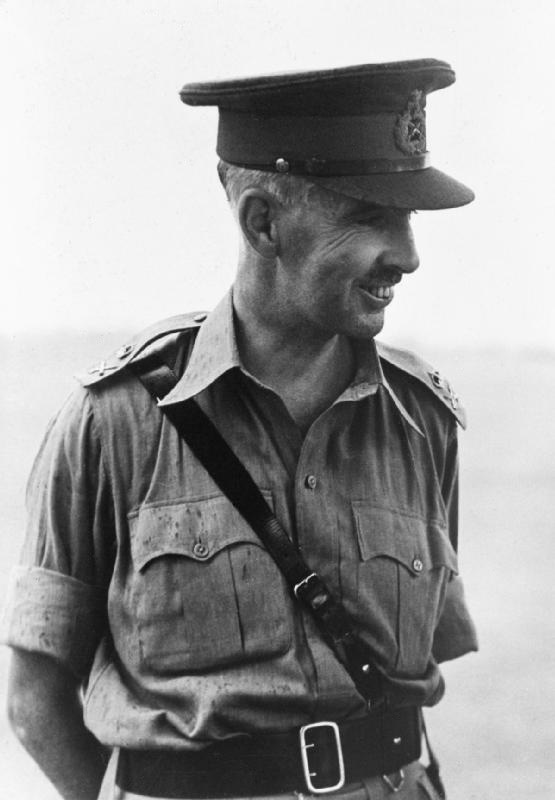
白思华中將（Lt. Gen. Arthur Ernest Percival），為日軍進攻英屬馬來亞時，大英國協在英屬馬來亞的最高指揮官

日軍進攻哥打峇鲁準備登陸途中，英國皇家海軍派出Z艦隊包括戰列艦威爾斯親王號、反擊號、及4艘驅逐艦，該艦隊在戰爭爆發前已到達該區並由海軍上將湯馬鄞·菲利浦斯指揮，目的是攔截準備登陸哥打峇鲁的日軍，但是不幸地是航空母艦不撓號在途中擱淺，不得不回航，無法加入該艦隊。由於日軍擁有空中優勢，導致英國皇家海軍於1941年12月10日威爾斯親王號及卻敵號被日本海軍航空隊轟炸機在彭亨、關丹外海擊沉，這使得馬來半島的東海岸門戶大開，英國皇家海軍遠東艦隊經此役後更無力對抗日軍的登陸行動。

## 空戰

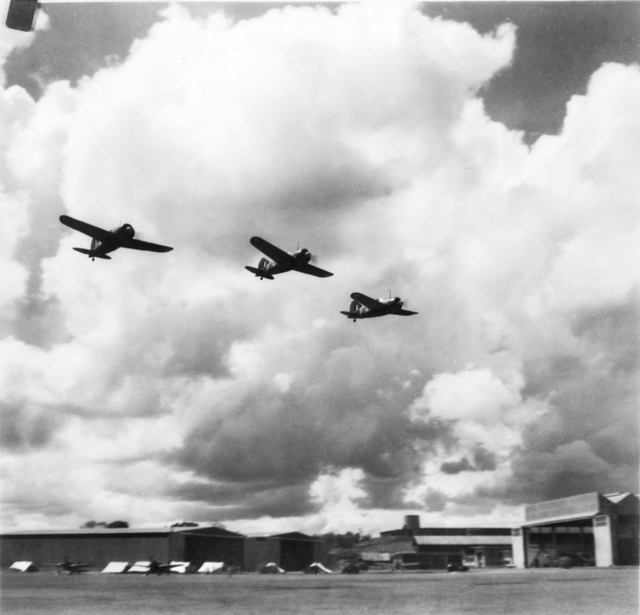
水牛式戰鬥機最初很成功的擊落日軍的九七式戰鬥機，但卻遠遠落後於日軍的零式艦上戰鬥機

盟軍在馬來半島的空軍戰鬥機中隊所配備的水牛戰鬥機存在一些問題，包括：體型過大及裝備不佳；零件供應不足；支援人員不足；飛機場面對空中攻擊防守困難；缺乏清楚及協調一致的指揮結構；皇家空軍及皇家澳大利亞空軍中隊及人員間的敵對主義及；沒有經驗的飛行員缺乏適當訓練，他們在戰事爆發的頭一個星期付出慘重代價，導致一些飛行中隊需要合併及撤退到荷屬東印度。
剩下的攻擊戰機都是過時的種類 — 布倫亨式轟炸機、洛克希德哈德遜式轟炸機及維克斯牛羚式魚雷轟炸機 — 這些飛機大部份在地面及空中很快已被日軍戰鬥機擊落，不能發揮有效的作用，相反，一名布倫亨式飛行員隊長，中隊長阿瑟·史夫卡因12月9日的攻擊獲頒授維多利亞獎章。其實原本有兩隊布倫亨式轟炸机接到命令要飛往泰國，轟炸日軍飛機及机場，但除了中隊長的飛機成功起飛。其餘的轟炸機在地面时已被日軍炸掉。所以中隊長和他的飛行員乘着一架布倫亨式飛機轟炸日軍机場。最後，他們擊毀了五架零式戰机和炸掉了机場，但被日軍飛機擊中，所以他們要迫降在馬來亞。
而且，最近的調查顯示出日本軍事情報部門收買了一名英國軍官佰翠·漢南上校，這名與印度軍接觸的空軍聯絡官為間諜，日軍在他提供情报的协助下，得以在3天內摧毀所有馬來半島北部的盟國空軍基地。漢南於12月10日被捕并送到新加坡，但此时日本人已獲得制空權。12月13日，新加坡戰役開始5天後，他被英軍憲兵帶入市中心，后被帶到海邊處決，其屍體被拋入海中。

## 從馬來半島南下

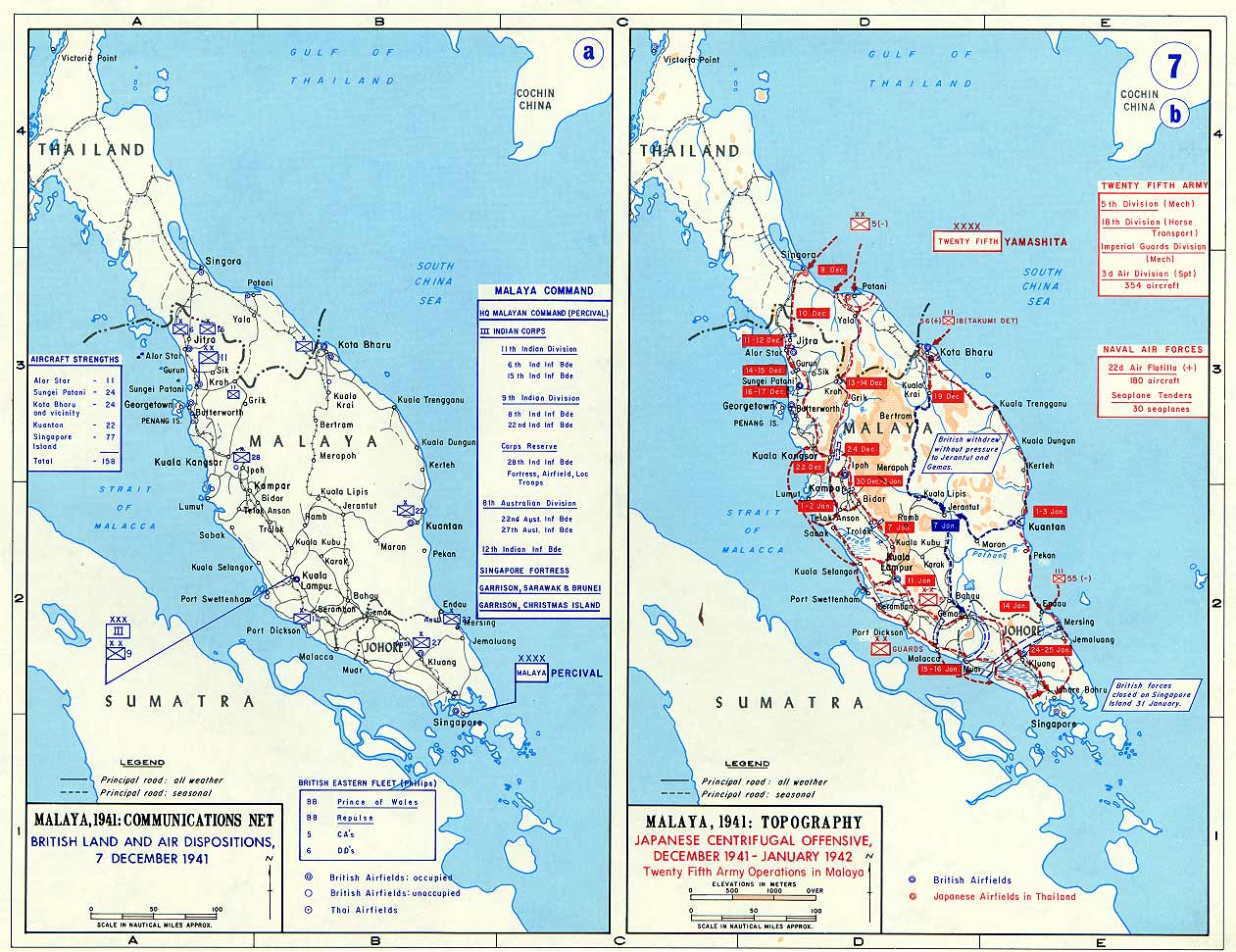
馬來亞戰役示意圖

12月11日，日軍在坦克支援下從暹羅南下，在日得拉打敗了英國及印度軍隊及快速從東北部的哥打峇鲁灘頭向內陸推進，以瓦解北部的防守，由於沒有真正的海軍力量存在，英軍不能阻止日本海軍在馬來半島海岸的行動，雖然這些行動對入侵部隊幫助不大，由於沒有剩下任何盟軍飛機，日本取得了制空權，不斷從空中攻擊地面上的大英國協軍隊及平民。
馬來半島的島嶼檳榔嶼從12月8日起每天都遭到日軍轟炸，英军在12月17日棄守，武器、船隻、物資及一個仍可運作的電台落入日本的手中。歐洲人從槟城逃离，本地居民則被遗弃在日本人手里，这给英國造成了難堪的局面，英國人與本地居民的關係也从此疏离。历史学者称：“英国对东南亚的殖民统治在道德上的丧失，并不始于新加坡，而是始于槟城。”
12月23日，由大衛·默里-里昂指揮的印度第11步兵師被命令阻擊日軍，但效用不大，到1月的第1個星期結束時，整個馬來半島北部已完全落入日本人手中，同時，12月21日泰國加入轴心國，泰軍被容許恢復對馬來半島北部的玻璃市、吉打、吉兰丹及登嘉楼四个传统马来藩属行使宗主权，因此統一其佔領的區域，而日軍很快到達下一個目標，吉隆坡市，日本人於1942年1月11日沒有遇到抵抗下進入及佔領該城，不足200英哩外的新加坡島即將面對日軍的入侵。
在仕林河戰役的災難後，印度第11步兵師奉命在吉隆坡阻擊日軍數天，在仕林河戰役中，2個印度步兵旅實際上被消滅，而另一個印度步兵旅亦在麻坡被消滅。

## 防守柔佛海峽

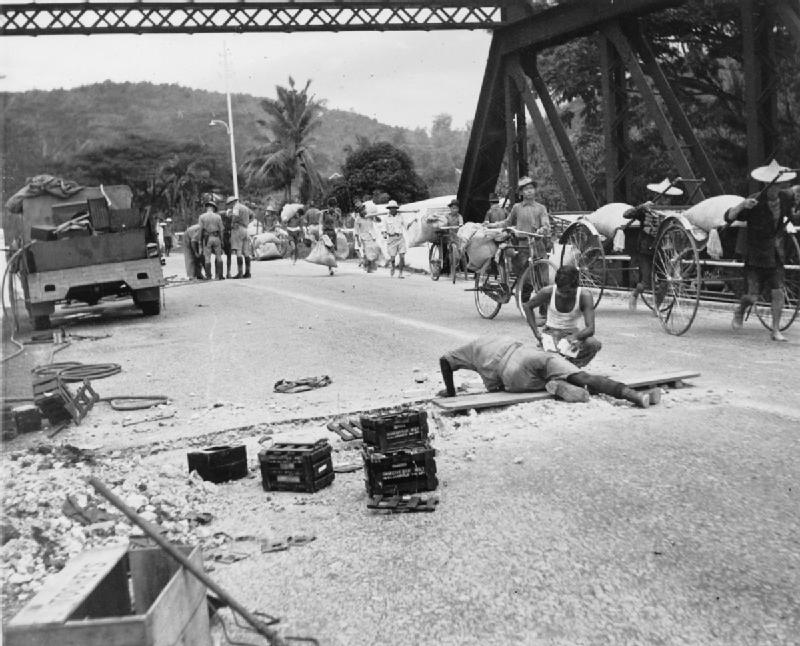
皇家陸軍工兵在吉隆坡正準備引爆橋樑
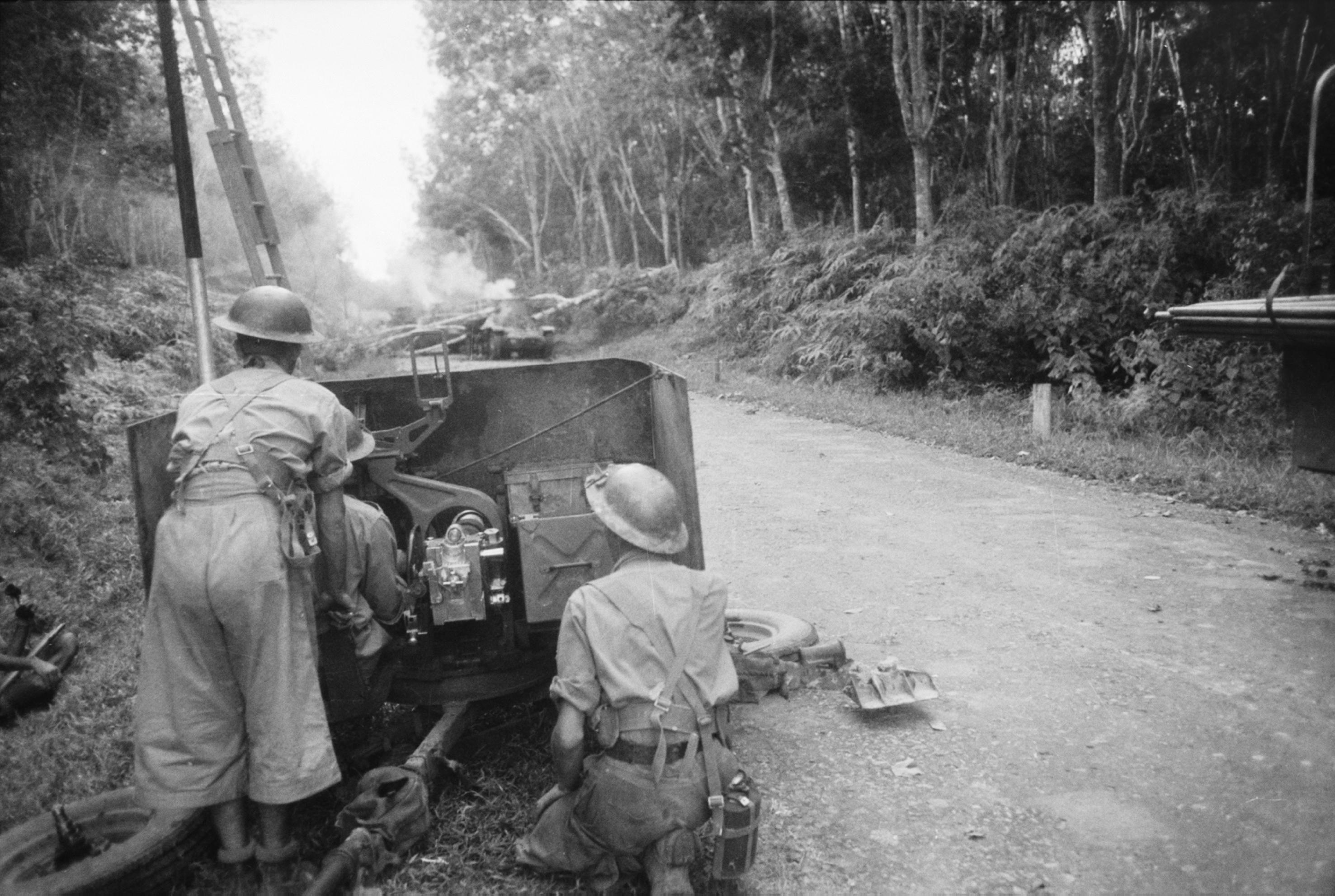
澳大利亞軍的反坦克炮在麻坡正攻擊日軍坦克
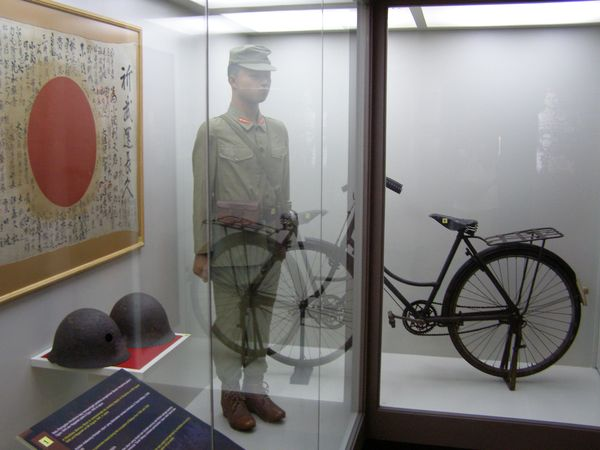
在馬來西亞的國家歷史博物館正展出日本士兵的軍服及其使用的腳踏車
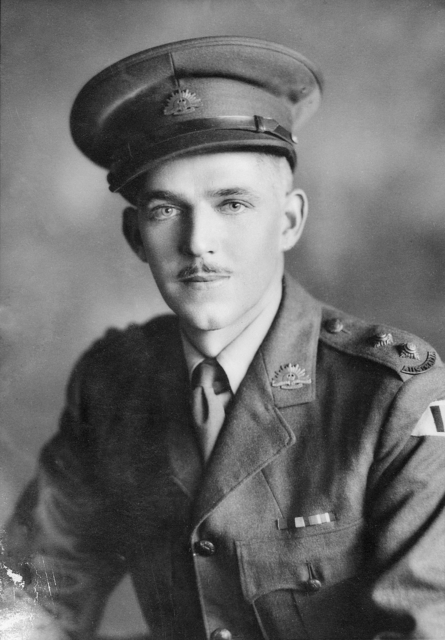
巴力士隆屠殺（英语：Parit Sulong Massacre）的兩名倖存者之一

1月14日，日軍已經到達馬來半島南部州属柔佛州，他們在這裡遇到由戈登·本内特指揮的澳大利亞第8師，日軍在這裡遇到在戰術上的首次挫折，因為澳大利亞軍在金馬士市一帶建立了堅強防線，戰役圍繞金馬士橋進行，日軍在此地付出了死傷1000人的代價，但大橋卻在戰鬥中被毀，日軍耗費6個小時的時間修復橋樑。
當日軍在金馬士西面攻擊澳大利亞軍的側翼時，在這次戰事中最血腥的一場戰役於1月15日在半島西海岸的麻坡河一帶爆發，本尼特派出已被削弱的印度第45旅(只有不到半數的兵員受過訓練)去防衛麻坡河南岸，但被從海上登陸的日軍攻擊其側翼，整個旅被澈底擊潰，其旅長及屬下3個團的團長全部陣亡。
在澳大利亞的查爾斯·安德森中校領導下，撤退的印度軍隊在澳大利亞軍的支援下組成麻坡軍，孤注一擲的進行了4天的戰鬥，令其它大英國協的殘餘部隊可以從馬來半島北部撤退以避免被包圍，當麻坡軍到達了在巴力士隆的橋樑及發現橋樑已被日軍佔領時，安德森在死傷數字不斷上升下，命令所有人衝過去，一些人逃入附近的叢林、沼澤地及橡膠林地以尋找其步兵團在永平的司令部，145名傷兵則落入日軍手中，除了兩名士兵以外其他傷兵都被屠殺。
1月20日，雖然面對皇家空軍維克斯角羚式魚雷轟炸機的轟炸，日軍在興樓再作進一步登陸成功，大英國協軍隊在柔佛的最後防線峇株巴轄-居鑾-豐盛港一帶全線面對日軍的進攻，不幸地，白思华拒絕在新加坡北面的柔佛建立固定防禦。
1月27日，白思华接到美英荷澳聯合司令部司令阿奇博爾德·珀西瓦爾·韋維爾的批准，命令部隊越過柔佛海峽撤退到新加坡島。

## 撤退到新加坡

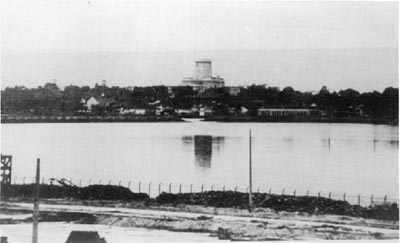
新柔長堤當時的相片，可見到經盟軍爆破後，可以清楚看到中間的一條空隙

1月31日，最後一批盟軍軍隊離開馬來半島，英軍工兵在連接柔佛及新加坡之間的新柔長堤炸開一個寬70英尺（21米）的大洞（少數落後隊伍的士兵在之後數天仍通過此長堤）。
新加坡為英國在東南亞的政治經濟中心，日軍必須要拿下新加坡才可以徹底把英國趕出東南亞。1942年2月1日新加坡攻防戰開始後，山下奉文採用聲東擊西戰術先派一部隊新加坡島東北部假裝進攻，成功吸引了駐守在該島上英軍的注意力，然後在新加坡島西北部的日軍趁機用充氣橡皮艇橫渡柔佛海峡，並在裕廊登陸攻進新加坡島。
1942年2月15日（時值農曆新年），英國白思华中将向大日本帝国陸軍的山下奉文中將無條件投降。新加坡島上總數約六萬餘人的英軍頓時成為俘虜，負責進攻的3萬人日軍卻只有9千6百餘人戰死或失蹤，日軍以大約8個星期的時間成功佔領了馬來半島跟新加坡，負責指揮日軍的陸軍中將山下奉文還因此出色戰績被暱稱為「馬來之虎」。

馬來亞戰役以大英國協軍隊被徹底擊敗作為結束，至此大英國協軍隊完全撤出英屬馬來亞，無力與大日本帝國軍隊相抗衡。